# Germán Beder
Germán Beder (Bahía Blanca, 24 de mayo de 1983) es un periodista, novelista, celebridad de Internet, presentador de radio, y streamer argentino. Forma parte de los programas Paren la Mano y Desde el Respeto en Vorterix.

## Biografía
Germán Beder nació el 24 de mayo de 1983 en Bahía Blanca. En el año 2000 dejó su ciudad natal para mudarse a Buenos Aires para comenzar la carrera de periodismo deportivo en Deportea, egresando en 2003. En 2002 empezó la carrera de comunicación social en la UBA, aunque le faltaron 13 materias para recibirse, según detalla su perfil de LinkedIn.

## Trayectoria profesional
Se inició profesionalmente en el Diario Olé en el año 2003. En 2006 pasó al Diario Perfil para la sección deportes y empezó a colaborar con la revista El Gráfico, Un Caño y Básquet Plus. En ese mismo año, publica su primer libro, Mundo Manu, con Andrés Pando, una biografía del baloncestista Manu Ginóbili. En 2008 ganó el premio Perfil a mejor nota del año en la sección deportes. Posteriormente publica El oro y el aro (2011) con Alejandro Pérez sobre la historia de la selección argentina de básquet.
En el año 2014, empezaría como Director de Comunicaciones en la Confederación Argentina de Básquetbol, alejándose del cargo en 2019. Luego de finalizado su ciclo en la CABB y durante la pandemia, empezó a escribir La vez que casi me muero y otros relatos. Mediante su relación con Migue Granados conoció a Luquitas Rodríguez con quien formaría una buena amistad y meses después este le presentaría el proyecto Paren La Mano. En los años 2023 y 24, tuvo una columna semanal en el programa Todo Pasa en Urbana Play.

#### Paren La Mano
En marzo de 2022, junto a Luquita Rodríguez, Alfredo Montes de Oca y Roberto Galati, comienza el programa llamado Paren La Mano, a través de la radio-streaming Vorterix, de lunes a viernes, de 19 a 21hs. En ese mismo año, de la mano del programa radiofónico, se presentaron en el teatro Vorterix y en el Complejo Art Media en cuatro ocasiones llevando como invitados figuras públicas de diferentes ámbitos como Dillom, Lucas Lauriente, Héctor Baldassi, entre otros. En septiembre fue invitado al programa 100 argentinos dicen junto al elenco de Paren La Mano, compitieron contra la familia del Chino Leunis y de Carlos Alfredo Elías. En diciembre, el elenco partió a la Copa Mundial de Fútbol de 2022 en Catar y realizaron las emisiones diarias desde allí, siendo este el primer viaje del grupo en conjunto. Durante este año, formaron parte del programa figuras como Duki, Lucas Pratto, Danny Ocean, Sergio Santos Hernández, Alejandro Fantino, Delfina Pignatiello, Sergio Massa, Airbag, Hilda Lizarazu, entre otros.
En el año 2023 el programa empezó a realizar distintos eventos. Hicieron una gira por Madrid y Barcelona, realizando los programas en directo y presentándose en teatros de ambas ciudades. En junio, junto a Maru Botana, llevaron a cabo Prueben cocinando. En agosto fue el Desafío frente a AFA Estudio, donde participaron de un partido de fútbol 7 con figuras como Ariel Ortega, Néstor Ortigoza y el Turco García. A finales de ese año fue co-conductor del evento Párense de Manos, una velada de boxeo amateur en el Estadio Luna Park la cual transmitió por Twitch. El evento tuvo un pico de 410 mil personas en simultáneo. Fueron nominado tres veces de los Coscu Army Awards, quedándose dos picantitos. Durante este año, fueron entrevistados en el ciclo figuras como Franco Colapinto, Chapu Nocioni, YSY A, Nati Jota, Nancy Dupláa, Luis Scola, entre otras, y Germán presentó a su amigo Joaquín Cavanna a sus compañeros de programa y empezaría a ser columnista del mismo. 
En 2024, Joaquín Cavanna pasó a ser parte fija del programa. Nuevamente acompañando a la selección argentina, el grupo partió a la Copa América 2024 en Estados Unidos y lograron tener interacciones con distintos jugadores del conjunto albiceleste, incluido Lionel Messi. Durante este viaje funda el medio informativo Gercho Sports. Este año realizaron nuevamente presentaciones tanto en Madrid como en Barcelona. En diciembre se llevó a cabo la segunda edición de Parense de Manos, esta vez desde el Estadio José Amalfitani de 40 000 espectadores. Esta edición fue la primera en retransmitirse por Kick, plataforma en la cual llegó a picos de 670 000 espectadores en vivo. Además, el grupo se presentó en el Teatro de Verano de Montevideo junto al comediante Rada. A partir de este año, Germán arrancó a realizar transmisiones desde su casa tanto en Twitch como en Playback. 
Para la presentación de la edición 2025 de Paren La Mano, viajaron a Los Ángeles para emitir los primeros programas. Este año, Germán y Joaquín Cavanna, empezarían su propio programa llamado Desde el respeto, los jueves de 16 a 18 hs. y domingos de 22 a 00hs, sumando a Diego "La Gata" Geddes como tercer integrante, este proyecto contó con invitados como Diego Peretti, Diego Schwartzman, Piti Fernández, Felipe Pigna, entre otros. En junio, junto a Luquita Rodriguez, Roberto Galati, Juan Castro, Marcos Giles y Seba Varela del Rio, hicieron sede en Miami para seguir a Boca Juniors durante el Mundial de Clubes. Una vez más, se presentaron en dos teatros de las dos ciudades españolas. En agosto de 2025 organizó, junto a Facundo Campazzo, una liga de básquetbol, "La Crossover", en la que participaron personalidades como Andrés Nocioni, Paulo Londra, Fede Vigevani y Luciana Delabarba. El evento se realizó en el Polideportivo Roberto Pando.

## Vida personal
Se casó con su pareja, Paula Amato, el 14 de julio de 2023. Fue padre por primera vez el 30 de octubre de 2023.

## Premios y nominaciones
| Año  | Premio            | Categoría                          | Nominado por       | Resultado |
| ---- | ----------------- | ---------------------------------- | ------------------ | --------- |
| 2008 | Premio Perfil     | «Mejor nota en la sección deporte» | él mismo           | Ganador   |
| 2022 | Coscu Army Awards | «Mejor evento recurrente»          | Paren La Mano      | Nominado  |
| 2023 | Coscu Army Awards | «Stream destacado»                 | Prueben Cocinando  | Nominado  |
| 2023 | Coscu Army Awards | «Stream destacado»                 | Párense de manos   | Ganador   |
| 2023 | Coscu Army Awards | «Programa de streaming»            | Paren La Mano      | Ganador   |
| 2024 | Premios Esland    | «Evento del año»                   | Párense de manos   | Nominado  |
| 2024 | Coscu Army Awards | «Programa de streaming»            | Paren La Mano      | Ganador   |
| 2024 | Coscu Army Awards | «Placas de Kick»                   | Párense de manos 2 | Ganador   |